# Chelsea Green
Chelsea Anne Green (Victoria, 4 aprile 1991) è una wrestler canadese naturalizzata statunitense sotto contratto con la WWE.
Durante la sua militanza nella Total Nonstop Action Wrestling ha detenuto una volta il TNA Knockouts Championship, mentre in WWE ha detenuto una volta il WWE Women's Tag Team Championship (con Sonya Deville e Piper Niven) e il WWE Women's United States Championship.

## Carriera

### Gli esordi (2014–2015)
Chelsea Green effettua il debutto nel mondo del wrestling il 31 maggio 2014 per la Elite Canadian Championship Wrestling lottando in un six-person tag team match insieme a Brady Malibu e MR2, dove sono stati sconfitti da Billy Suede, Kenny Lush e Nicole Matthews. Il 28 giugno, Jaida ha sfidato Nicole Matthews per l'ECCW Women's Championship, ma è stata sconfitta. Il 1º agosto, debutta per la High Impact Wrestling, dove lotta in coppia con El Asesino, ma sono stati sconfitti da Cathie Cougar e Dice Steele. Il 2 agosto, Jaida e Bull Bodnar sono stati sconfitti da Cathie Cougar e Mike McSugar. Il 3 agosto, Jaida e Michael Allen Richard Clark sono stati sconfitti da Brett Morgan e Cathie Cougar. Il 4 agosto, Jaida e Michael Allen Richard Clark sono stati sconfitti da April Hunter e Danny Duggan. Il 5 agosto, Jaida e Dick Richards sono stati sconfitti da April Hunter e Mike McSugar. Il 7 agosto, Jaida e Michael Allen Richard Clark sono stati sconfitti da April Hunter e Mike McSugar. Il 15 agosto, debutta per la Big West Wrestling, dove è stata sconfitta da Nicole Matthews. Il 13 settembre, ritorna nella Elite Canadian Championship Wrestling prendendo parte al torneo per decretare la nuova ECCW Women's Champion, battendo al primo turno Kaitlin Diamond. Il 27 settembre, Jaida e MR2 sono stati sconfitti da Scorry Mac e Skarlet. Il 12 ottobre, debutta nella Invasion Championship Wrestling dove ha sconfitto Cat Power. Il 1º novembre, lotta nella Elite Canadian Championship Wrestling dove è stata sconfitta da Nicole Matthews. Il 28 novembre, Jaida e MR2 sono stati sconfitti da Nicole Matthews e Scotty Mac. L'8 dicembre, Jaida è stata sconfitta da Kate Carney nella semifinale del torneo. Il 13 dicembre, Jaida e Cat Power hanno sconfitto Nicole Matthews e Violet. Il 17 gennaio 2015, Jaida e Cat Power hanno sconfitto Bambi Hall e Veda Scott. Il 7 febbraio, Jaida ha sfidato Cat Power per l'ECCW Women's Championship, ma è stata sconfitta. Il 28 marzo, Jaida è stata sconfitta da Violet. Il 9 aprile, Jaida è stata sconfitta da Riea Von Slasher. Il 10 aprile, ritorna nella Invasion Championship Wrestling, dove Jaida e Tony Baroni sono stati sconfitti dai Von Slashers (Cremator Von Slasher e Riea Von Slasher). Il 18 aprile, Jaida ha sfidato Cat Power per l'ECCW Women's Championship, ma è stata sconfitta. Il 1º maggio, Jaida e Violet sono state sconfitte da Cat Power e Kristopher Kassidy. Il 22 maggio, debutta per la All-Star Wrestling, dove ha sfidato Bambi Hall per l'ASW Women's Championship, ma è stata sconfitta. Il 26 giugno, Jaida prende parte al torneo per decretare la nuova ASW Women's Champion, battendo Bambi Hall al primo turno, Kat Von Heez in semifinale e Gisele Shaw in finale, conquistando il primo titolo in carriera. Il 27 giugno, Jaida ha difeso il titolo contro Vixxen. L'11 settembre ritorna in coppia con Malia Hosaka sconfiggendo Bambi Hall e The Waspette. Il 12 settembre, Chelsea ha difeso il titolo contro Malia Hosaka. Il 23 ottobre, Chelsea ha sconfitto Sexy Samantha. Il 13 novembre, ritorna nella High Impact Wrestling, dove è stata sconfitta da Gisele Shaw.
Nell'estate del 2015 Chelsea Green ha partecipato alla sesta stagione del reality show della WWE, Tough Enough, piazzandosi al sesto posto in classifica.

### Circuito indipendente (2015–2018)

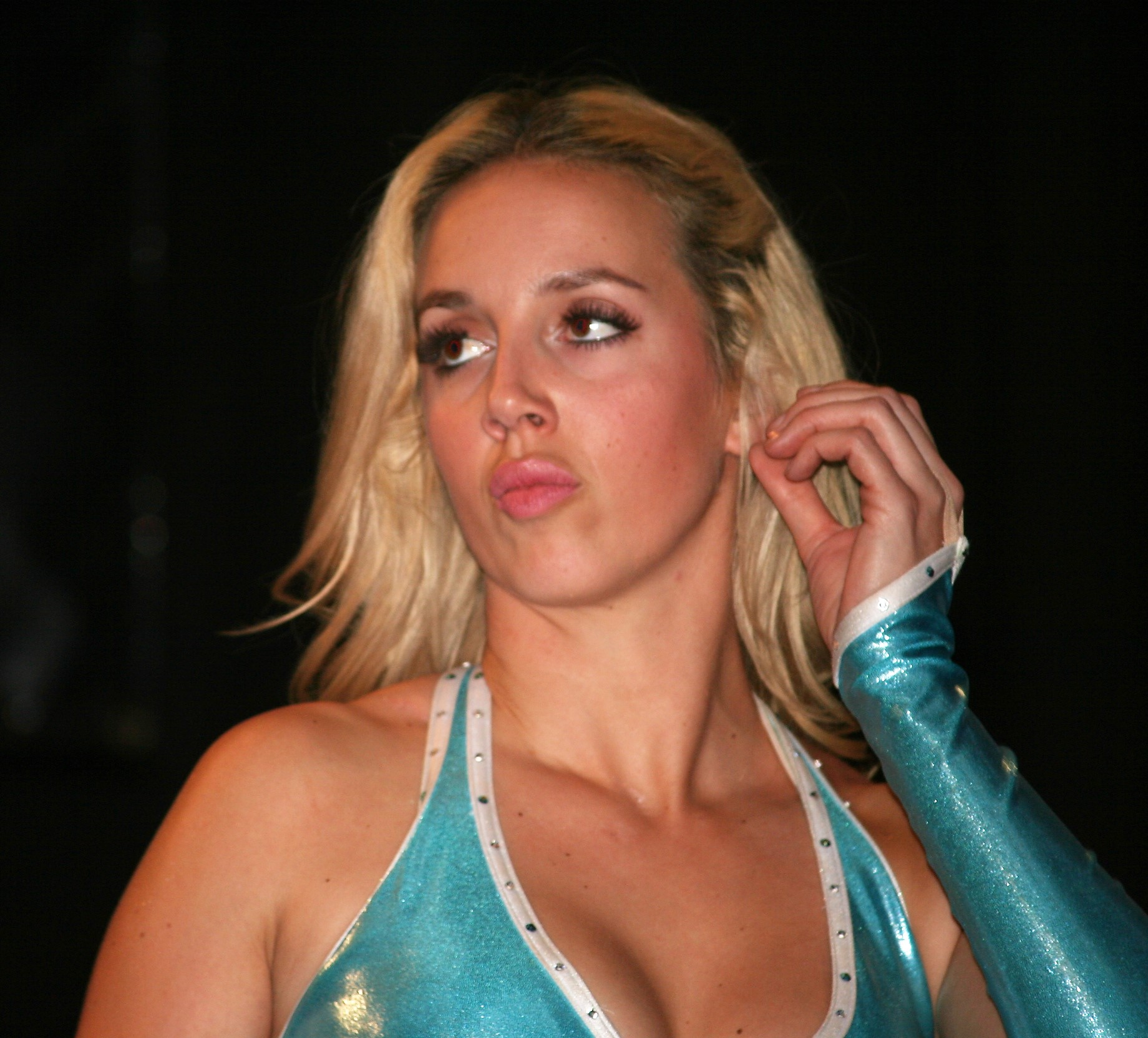
Chelsea Green ad uno show indipendente della QOC

Il 29 novembre 2015, Chelsea debutta per la Queens Of Combat, dove è stata sconfitta da Crazy Mary Dobson. Il 27 novembre 2016, Chelsea ha sconfitto Rachel Ellering. Il 18 febbraio 2017, Chelsea e Taeler Hendrix prendono parte al torneo per decretare le nuove detentrici degli inaugurali QOC Tag Team Championship, dove hanno sconfitto Aja Perera & Kiera Hogan al primo turno, Nevaeh & Rachael Ellering in semifinale e le Lucha Sisters (Leva Bates & Mia Yim) in finale, conquistando i titoli per la prima volta. Il 20 gennaio 2018, le Dishonorable Impact (Chelsea e Taeler Hendrix) hanno difeso i titoli contro le Pretty Mean Girls (Madi Maxx e Renee Michelle). Nello stesso giorno, le Dishonorable Impact (Chelsea e Taeler Hendrix) hanno perso i titoli contro le Ruthless Ambition (Maria Manic e Penelope Ford), dopo 336 giorni di regno. Il 27 luglio, Chelsea ha sconfitto Rachael Ellering. Il 28 luglio, Chelsea ha sconfitto Kris Statlander.
Il 16 aprile 2016, Chelsea debutta per la Dynamite Championship Wrestling, dove ha sfidato Deonna Purrazzo per il vacante DCW Women's Championship, ma è stata sconfitta. Il 16 aprile, debutta per la Monster Factory Pro Wrestling, dove ha sconfitto Miranda Vionette. Il 23 aprile, debutta per la WrestlePro, dove ha sconfitto Deonna Purrazzo. Il 24 giugno, debutta per la Vendetta Pro Wrestling, dove ha sconfitto Holidead. Il 25 giugno, debutta per la Gold Rush Pro Wrestling, dove è stata sconfitta da Shotzi Blackheart. Il 18 ottobre, debutta per la Girl Fight, dove è stata sconfitta da Santana Garrett. Il 19 novembre, debutta per la Tried-N-True Pro Wrestling, dove è stata sconfitta da Jayme Jameson in un matchh arbitrato da Madison Rayne.
Il 29 aprile 2016, Chelsea ha difeso il titolo contro Bambi Hall. Il 30 aprile, debutta per la Wise Pro Wrestling, dove ha sconfitto Nicole Matthews. Il 27 maggio, Chelsea ha difeso il titolo contro Malia Hosaka. Il 28 maggio, Chelsea ha perso il titolo in un Triple threat match contro Bambi Hall e Malia Hosaka, in favore di quest'ultima, 337 giorni di regno. Il 16 settembre, Green ritorna nella High Impact Wrestling, dove ha sconfitto Gisele Shaw. Il 30 settembre, ritorna nella Invasion Championship Wrestling, dove è stata sconfitta da Bambi Hall. Il 9 dicembre, ritorna nella All-Star Wrestling, dove ha sconfitto Kate Carney. Il 2 febbraio 2017, debutta per la Pure Wrestling Association, dove ha sfidato Eddie Osbourne per il PWA Pure Wrestling Championship, ma è stata sconfitta. Il 21 luglio, Chelsea ha sfidato Bambi Hall per l'ASW Women's Championship, ma è stata sconfitta. Il 23 febbraio 2018, ritorna nella Pure Wrestling Association, dove è stata sconfitta da Beautiful Beaa. Il 24 febbraio, Chelsea ha sconfitto Gisele Shaw.
Il 17 giugno 2016, Chelsea debutta per la SHINE Wrestling, dove è stata sconfitta da Kellyanne. Il 13 gennaio 2017, Chelsea è stata sconfitta da Rachael Ellering. Il 10 marzo, Chelsea sostituisce Raquel e lotta in coppia con Santana Garrett battendo Kennadi Brink e Vanessa Kraven, difendendo anche i SHINE Tag Team Championship. Il 12 maggio, Chelsea è stata sconfitta da Allysin Kay.
Il 30 agosto 2016, Chelsea debutta per la Pro Wrestling 2.0 prendendo parte ad una Battle royal valida per l'assegnazione del vacante PW2.0 Women's Championship, ma è stata eliminata. Il 5 settembre 2017, Chelsea ha sconfitto Holidead. Il 9 gennaio 2018, Chelsea e Santana Garrett hanno sconfitto Lacey Lane e Salina de la Renta, conquistando i vacanti PW2.0 Women's Tag Team Championship per la prima volta. Il 13 febbraio, Chelsea e Santana Garrett hanno sconfitto Jamie e Salina de la Renta.
Il 23 ottobre 2016, Chelsea ritorna nella compagnia lottando in coppia con Santana Garrett sconfiggendo Kairi Hojo e Yoko Bito per 2-0. Nello stesso giorno, la Principessa Gate (Chelsea Green) e Santana Wonder (Santana Garrett) hanno sconfitto Lucky Blanca (Hiromi Mimura) e Shin Gorilla (Jungle Kyona). Il 30 ottobre, Chelsea ha sfidato la Wonder of Stardom Champion Kairi Hojo per il titolo, ma è stata sconfitta, subendo in questo modo la prima sconfitta nel territorio giapponese. Il 3 novembre Chelsea, Kairi Hojo e Santana Garrett hanno sconfitto Io Shirai e le Owens Twins (Kasey Owens e Leah Owens). Il 6 novembre, Chelsea e Santana Garrett sono state sconfitte dalle Twisted Sisters (Holidead e Thunder Rosa) per 4-2. L'11 novembre, Chelsea e Santana Garrett hanno affrontato Hiromi Mimura e Saori Anou terminato in favore 3-1, dopo aver superato i 15 minuti di limite.
Il 17 gennaio, Chelsea fa il suo debutto per la World Wonder Ring Stardom, dove ha sconfitto Haruka Kato. Il 24 gennaio, Chelsea ha sconfitto Momo Watanabe. Il 7 febbraio, le World Selection (Chelsea Green, Evie, Kellie Skater, Santana Garrett e Viper) hanno sconfitto il Team Stardom (Io Shirai, Jungle Kyona, Kairi Hojo, Mayu Iwatani e Momo Watanabe) in un 5-on-5 Tag Team Elimination match, dove è stata la prima del suo team ad essere eliminata; alla fine, le World Selection hanno vinto la contesa. Il 12 febbraio, Chelsea e Santana Garrett hanno sconfitto Hiromi Mimura e Kairi Hojo. Il 21 febbraio, Chelsea ha sconfitto Hiromi Mimura. Il tour sarebbe dovuto durare tre mesi, ma viene interrotto prima in seguito alla rottura di una clavicola.
Il 21 gennaio 2017, debutta per la International Wrestling Cartel affrontando Britt Baker per l'IWC Women's Championship, ma è stata sconfitta. Il 28 gennaio, debutta nella Alternative Wrestling Show, dove ha sfidato Mercedes Martinez per lo SHIMMER Championship, ma è stata sconfitta. Il 18 marzo, Chelsea ritorna nella Tried-N-True Pro Wrestling sconfiggendo Jayme Jameson. Il 1º aprile, debutta per la Wrestling In The USA lottando in coppia con Taeler Hendrix, dove sono state sconfitte da Gabriella Rio e Santana Garrett. Il 5 aprile, debutta per la The Crash, dove ha preso parte ad un Six-pack challenge match valido per il The Crash Femenil Championship, ma è stata sconfitta. Il 7 aprile, debutta per la SmashMouth Pro Wrestling, prendendo parte ad un Fatal 4-way match insieme a Mickie James, Paloma Starr e Shawna Reed valido per il vacante SmashMouth Women's Championship, ma è stato vinto dalla James. Il 13 maggio, Chelsea ritorna nella International Wrestling Cartel sfidando nuovamente Britt Baker per l'IWC Women's Championship, ma è stata sconfitta. Il 20 maggio, debutta per la Women's Wrestling Revolution, dove è stata sconfitta da Veda Scott. Il 2 giugno, debutta per la World Class Revolution, dove è stata sconfitta da Racheal Ellering. Il 3 giugno, Chelsea e Hyaneyoung Olvera sono state sconfitte da Lisa Marie Varon e Rachael Ellering. Il 2 settembre, debutta per la Revolution Championship Wrestling, dove ha affrontato Santana Garrett per il RCW Women's Championship, ma è stata sconfitta. Il 3 settembre, debutta per la British Empire Wrestling, dove ha affrontato Kasey Owens per il British Empire Women's Championship, ma è stata sconfitta. Il 7 settembre, debutta per il Bar Wrestling, dove lotta in coppia con Ivy Quinn sconfiggendo Katarina Leigh e Scarlett Bordeaux. Il 13 ottobre, debutta per la Frankie Wrestling Australia, dove ha affrontato Alyna nella semifinale del torneo per decretare la nuova detentrice inaugurale del FWA Women's Championship, ma è stata sconfitta. Il 21 ottobre, Chelsea ritorna nella WrestlePro sconfiggendo Katarina. Il 2 dicembre, Chelsea ritorna nella Alternative Wrestling Show lottando in coppia con Delilah Doom e Deonna Purrazzo venendo sconfitte da Cheerleader Melissa, Mercedes Martinez e Priscilla Kelly. Il 3 dicembre, debutta nella Border City Wrestling, dove ha sconfitto Sienna.
Il 17 febbraio 2017, Chelsea debutta per la RISE Wrestling, dove è stata sconfitta da Britt Baker. Il 25 marzo, le Fire And Nice (Chelsea e Britt Baker) sono state sconfitte dalle Paradise Lost (Angel Dust e Rosemary). Il 2 dicembre, Chelsea è stata sconfitta da Deonna Purrazzo. Il 15 febbraio 2018, le Fire And Nice (Chelsea e Britt Baker) hanno sconfitto le Blue Nation (Charli Evans e Jessica Troy). Il 18 febbraio, Chelsea prende parte ad un Fatal 4-way match insieme ad ACR, Ayoka e Priscilla Kelly, ma il match è stato vinto dalla Kelly. Il 13 aprile, le Fire And Nice (Chelsea e Britt Baker) sono state sconfitte dalle Blue Nation (Charli Evans e Jessica Troy). Il 7 luglio, le Fire And Nice (Chelsea e Britt Baker) prendono parte ad un Four-way tag team elimination match insieme alle Blue Nation (Charli Evans e Jessica Troy), le Paradise Lost (Dust e Raven's Ash) e Kylie Rae & Miranda Alize valevole per gli inaugurali Guardians Of RISE Championship, dove vengono eliminate per prime. Il 25 luglio, Chelsea ha sconfitto Britt Baker. Il 16 agosto, Chelsea ha sconfitto Kikyo per squalifica.
Il 19 febbraio 2017, Chelsea debutta per la WrestleCircus prendendo parte ad un Triple threat elimination match insieme a Rachael Ellering e Sexy Dulce per decretare la detentrice inaugurale del WC Lady Of The Ring Championship, ma è stato vinto dalla Ellering. Il 9 settembre, Chelsea è stata sconfitta da Joey Ryan. La stessa sera, affronta Joey Ryan in un rematch immediato, dove riesce a vincere la contesa. Il 17 febbraio 2018, Chelsea prende parte ad un Fatal 4-way match insieme a Christi Jaynes, Deonna Purrazzo e Leva Bates, vincendo la contesa. Il 24 marzo, Chelsea ha sfidato Tessa Blanchard per il WC Lady Of The Ring Championship, ma è stata sconfitta.
L'8 luglio 2017, Chelsea debutta per la Shimmer Women Athletes nel Volume 92, dove le Fire And Nice (Chelsea e Britt Baker) hanno sconfitto le Paradise Lost (Angel Dust e Courtney Rush). Il 9 luglio, nel Volume 94, le Fire And Nice (Chelsea e Britt Baker) hanno sconfitto le Mount Tessa (Tessa Blanchard & Vanessa Kraven) per squalifica, non riuscendo a conquistare gli Shimmer Tag Team Championship. Nello stesso giorno, nel Volume 95, le Fire And Nice (Chelsea e Britt Baker) hanno affrontato le campionesse Mount Tessa (Tessa Blanchard e Vanessa Kraven), le Paradise Lost (Angel Dust e Courtney Rush) e Delilah Doom & Leva Bates in un 4-way tag team elimination match per gli SHIMMER Tag Team Championship, ma sono state eliminate per ultime dalle Mount Tessa, che difendono le cinture. L'11 settembre, nel Volume 97, Chelsea è stata sconfitta da Cheerleader Melissa. Il 12 novembre, nel Volume 98, Chelsea è stata sconfitta da Aoi Kizuki. Nello stesso giorno, nel Volume 99, le Fire And Nice (Chelsea e Britt Baker) hanno sconfitto Aoi Kizuki e Hiroyo Matsumoto. Il 7 aprile 2018, nel Volume 100, le Fire And Nice (Chelsea e Britt Baker) sono state sconfitte dalle Blue Nation (Charli Evans e Jessica Troy). Il 15 aprile, nel Volume 101, Chelsea ha sconfitto Jessica Troy. Nello stesso giorno, nel Volume 101, Chelsea prende parte ad un Six way scrumble match insieme a Britt Baker, Marti Bell, Rachael Ellering, Shotzi Blackheart e Su Yung, ma è stato vinto dalla Blackheart.
Il 3 febbraio 2018, debutta per la Metroplex Wrestling, dove ha sconfitto Kyra Maya. L'8 febbraio, debutta per la Major League Wrestling, dove ha sconfitto Priscilla Kelly per squalifica. Il 10 febbraio, debutta per la Universal Independent Wrestling, dove lotta in coppia con Murder-1 venendo sconfitti da Ayzali e Caleb Konley. L'8 marzo, le Fire And Nice (Chelsea e Britt Baker) tornano nella Bar Wrestling sconfiggendo le Killer Baes (Heather Monroe e Laura James). Il 14 aprile 2018, Chelsea ritorna nella International Wrestling Cartel sfidando per la terza volta Britt Baker per l'IWC Women's Championship, ma è stata sconfitta. Il 20 aprile, debutta per la Zelo Pro Wrestling, prendendo parte ad un Fatal 4-way match insieme a Britt Baker, Delilah Doom e Miranda, vincendo la contesa. Il 21 aprile, debutta per la Destiny Wrestling Organization, dove ha sconfitto Shotzi Blackheart. Il 3 maggio, Chelsea ritorna nella Major League Wrestling venendo sconfitta da Santana Garrett. Il 4 maggio, debutta per la PCW ULTRA, dove ha affrontato Tessa Blanchard per determinare la nuova detentrice del l'inaugurale PCW ULTRA Women's Championship, ma è stata sconfitta. Il 5 maggio, debutta per la Maverick Pro Wrestling, dove prende parte ad un Triple threat match insieme alla detentrice Katarina Leight e Racheal Ellering valevole per il MPW Women's Championship, ma è stato vinto dalla Ellering che si laurea nuova campionessa. L'11 maggio, debutta per la Warrior Wrestling, dove ha sconfitto Deonna Purrazzo. Il 18 maggio, debutta per la House Of Hardcore, dove è stata sconfitta da Alisha Edwards. Il 19 maggio, Chelsea ha sconfitto Paredyse. Il 20 maggio, Chelsea ritorna nella Zelo Pro Wrestling prendendo parte ad un Triple threat match insieme a Kylie Rae e Laynie Luck, vincendo la contesa. Il 27 maggio, Chelsea ritorna nella Women's Wrestling Revolution dove è stata sconfitta da Skylar. Il 16 giugno, debutta per la Hurricane Pro Wrestling, prendendo parte ad un Gauntlet match per determinare la nuova detentrice dell'inaugurale Hurricane Pro Women's Championship insieme a Hyan, Miranda Alize, Phoebe e Simply Luscious, ma è stata eliminata per ultima dalla Alize. Il 2 agosto, Chelsea ritorna nella Bar Wrestling dove è stata sconfitta da Ivelisse. Il 12 agosto, debutta per la F1RST Wrestling, dove ha sconfitto Veda Scott. Il 1º settembre 2018, Chelsea ritorna nella Wrestling In The USA prendendo parte ad un Fatal 4-way match insieme a Britt Baker, Madison Rayne e Tessa Blanchard, ma è stato vinto dalla Blanchard. Il 2 settembre, Chelsea ritorna nella Warrior Wrestling lottando in coppia con Britt Baker venendo sconfitte da Jade e Santana Garrett, nel suo ultimo match sulla scena indipendente.

### Total Nonstop Action Wrestling (2015–2018)

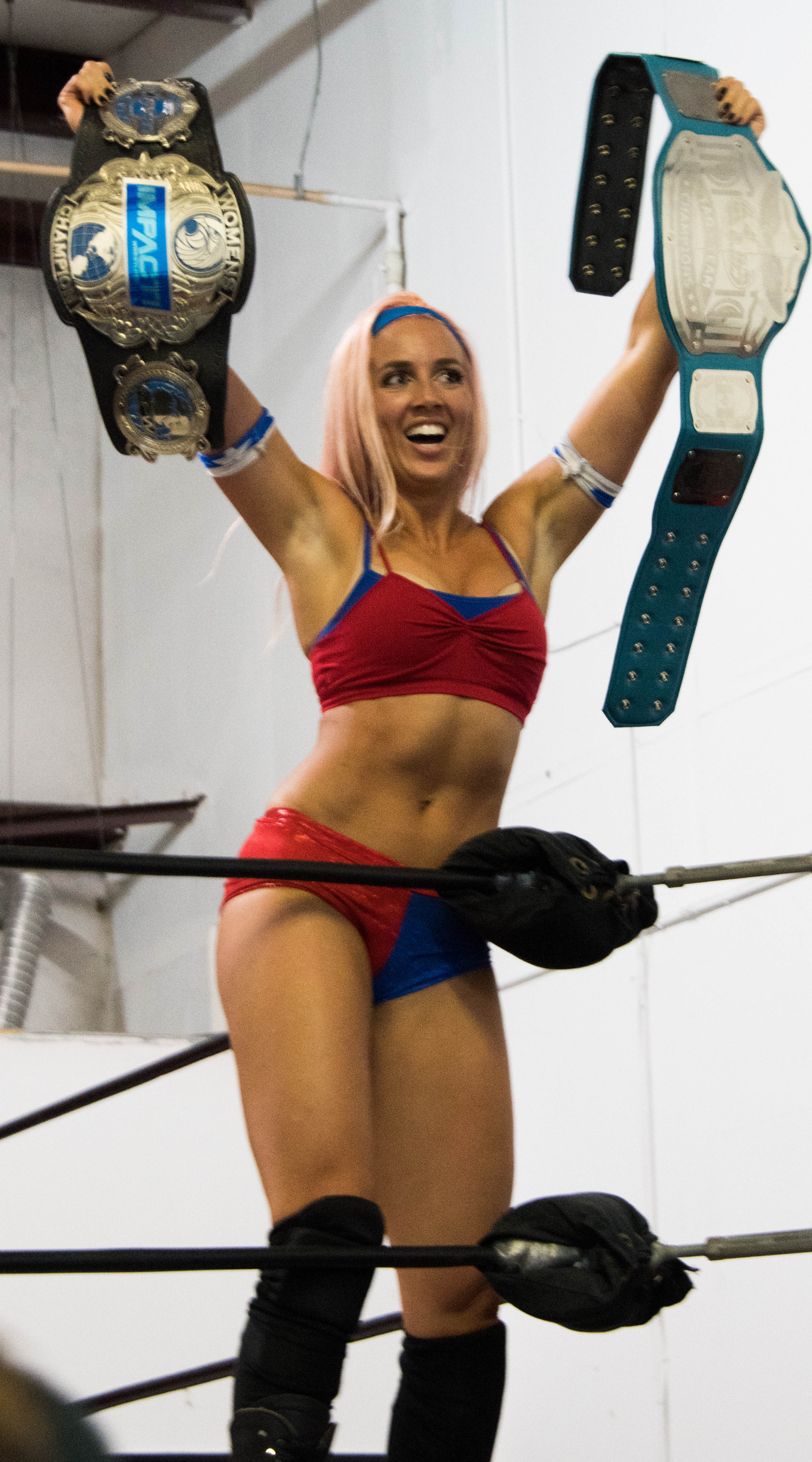
Chelsea Green con la cintura di TNA Knockout's Championship

Chelsea Green ha fatto il suo debutto nella Total Nonstop Action Wrestling durante la puntata di Xplosion del 7 gennaio 2016, mandata in onda il 20 febbraio, perdendo in un match contro Jade e la sera seguente al TNA One Night Only: Live! lotta in un Battle royal Gauntlet match per la possibilità di diventare la sfidante al TNA Knockout's Championship detenuto da Gail Kim, venendo eliminata da Awesome Kong, dopo aver eliminato Rebel.
Nel giugno dello stesso anno, Chelsea firma ufficialmente con la TNA. Il 14 giugno, nelle registrazioni di Impact, Chelsea combatte in un dark match dove vince contro Moose Knuckles. Nella puntata di Impact del 15 settembre, prende il ring name di Laurel Van Ness e combatte in una Gauntlet Battle royal per determinare la prima sfidante al TNA Knockout's Championship detenuto da Maria Kanellis, dove elimina fra le partecipanti Madison Rayne e Marti Bell, per poi essere eliminata per ultima da Gail Kim. Nella puntata di Impact del 29 settembre, Laurel effettua il suo debutto ufficiale come heel sconfiggendo Madison Rayne. Durante i tapings di Xplosion del 3 ottobre, Laurel è stata sconfitta da Jade. Nella puntata di Impact del 20 ottobre, Laurel attacca Allie stipulando un match fra le due la settimana successiva. Nella puntata di Impact del 27 ottobre, Laurel ha sconfitto Allie. Nella puntata di Impact del 3 novembre, Laurel ha attaccato nuovamente Allie. Il 4 novembre, a TNA One Night Only: November 2016, Laurel è stata sconfitta da Gail Kim. Nella puntata di Impact del 17 novembre, Laurel e Sienna sono state sconfitte da Brandi Rhodes e Madison Rayne. Nella puntata di Impact dell'8 dicembre, Laurel è stata sconfitta da Allie. Durante i tapings di Xplosion del 6 gennaio 2017, Laurel è stata sconfitta da Jade. Il 10 febbraio, a TNA One Night Only: Joker's Wild 2017, Laurel e Allie sono state sconfitte da Jade e Sienna. Nella puntata di Xplosion dell'11 febbraio, Laurel ha sconfitto Deonna. Nella puntata di Xplosion del 25 febbraio, Laurel ha sconfitto Alisha Edwards. Dopo una relazione (kayfabe) iniziata con Braxton Sutter a fine 2016, i due arrivano a celebrare la cerimonia nella puntata di Impact del 27 febbraio, ma questo la rifiuta e rivela di essere innamorato di Allie (che nella realtà è davvero la moglie di Braxton Sutter), assumendo successivamente una gimmick di una sposa ubriaca e rifiutata che spera ancora che Sutter cambi idea e che cerca vendetta contro Allie. Il 4 marzo, a Impact Wrestling One Night Only - Victory Road 2017: Next Knockout, Laurel ha sconfitto Racheal Ellering; la stessa sera, fa squadra con Angelina Love, Diamante e Rosemary ma sono state sconfitte da Alisha Edwards, Leva Bates, ODB e Santana Garrett. Nella puntata di Impact del 5 marzo, la Lady Squad, alleanza formata dalla stessa Laurel, Sienna, Allie e Maria Kanellis, termina dopo che la Kanellis abbandona la compagnia e i recenti avvenimenti del matrimonio con Allie. Nella puntata di Xplosion dell'8 aprile, Laurel è stata sconfitta da ODB. Nella puntata di Xplosion dell'8 maggio, Laurel ha sconfitto MJ Jenkins. Nella puntata di Impact dell'11 maggio, Laurel ha sconfitto Ava Storie. L'11 maggio, a Turning Point, Laurel viene accompagnata da Kongo Kong e batte nuovamente Ava Storie. Nella puntata di Impact dell'8 giugno, Laurel ha sfidato Rosemary per l'Impact Knockout's Championship, ma è stata sconfitta. Il 16 giugno, a No Surrender, Laurel è stata accompagnata da Sienna e viene sconfitta da Rosemary. Nella puntata di Impact del 22 giugno, Laurel e Sienna hanno sconfitto Allie e Sienna. Nella puntata di Impact del 29 giugno Laurel, Sienna e KM sono stati sconfitti da Allie, Rosemary e Braxton Sutter. Nella puntata di Impact del 13 luglio, Laurel ha sconfitto Ava Storie. Nella puntata di Impact del 27 luglio, Grado fa una proposta di matrimonio a Laurel, ma viene interrotto da Kongo Kong. Nella puntata di Impact del 24 agosto, Laurel si presenta sullo stage ripulita dal suo solito abbigliamento da sposa ubriaca, durante l'addio per la deportazione di Grado, dove tira fuori un anello di fidanzamento e gli chiede di sposarla, proposta che lui accetta, turnado face per la prima volta nella federazione. Nella puntata di Xplosion del 26 agosto, Laurel ha sconfitto Ava Storie. Nella puntata di Impact del 7 settembre, dopo che Grado scopre che Laurel è una cittadina canadese, chiede di annullare il matrimonio.
La Van Ness inizia a mostrare segnali di un imminente turn heel quando riprende la gimmick della psicotica, iniziando a presentarsi fra il pubblico in cerca di un marito. Il 5 novembre, a Bound for Glory, Laurel attacca Grado durante il suo Monster's Ball match contro Abyss, costandogli il match e di conseguenze la sua permanenza nel territorio statunitense, per poi ricevere il mist da parte di Rosemary sul volto. Nella puntata di Impact del 23 novembre Laurel, Caleb Konley, Chris Adonis, El Hijo del Fantasma e KM sono stati sconfitti da Allie, Eddie Edwards, Fallah Bahh, Garza Jr. e Richard Justice.
Nella puntata di Impact del 30 novembre, Laurel prende parte ad un Triple threat match insieme a KC Spinelli e Madison Rayne per determinare una delle due sfidanti per il vacante Impact Knockout's Championship, vincendo la contesa. Nella puntata di Impact del 14 dicembre, Laurel ha sconfitto Rosemary conquistando l'Impact Knockout's Championship per la prima volta. In questo periodo, la Van Ness riprende ad utilizzare un ring gear normale, abbandonando l'abito di nozze ma comunque continuando ad interpretare lo stesso personaggio. Dopo la conquista del titolo, viene riportato che la Green ha chiesto di essere liberata dal suo contratto con la TNA, proposta che le viene negata in quanto detentrice del titolo. Nella puntata di Impact dell'11 gennaio 2018, Laurel ha sconfitto KC Spinelli in un match non titolato. Il 15 gennaio, viene garantito il rilascio alla Green dalla promozione dopo la fine della sessione dei tapings. Nella puntata di Genesis del 25 gennaio, Laurel ha difeso con successo il titolo contro Allie. Nella puntata di Impact del 1º febbraio, Laurel è stata sconfitta da Kiera Hogan in un match non titolato. Nella puntata di Impact dell'8 febbraio, Laurel ha difeso con successo il titolo contro Kiera Hogan. Nella puntata di Xplosion del 10 febbraio, Laurel ha sconfitto Kiera Hogan in un match non titolato. Nella puntata di Xplosion del 3 marzo, Laurel è stata sconfitta da Kiera Hogan. Nella puntata di Impact Wrestling - Crossroads dell'8 marzo, Laurel ha perso il titolo contro Allie, dopo 85 giorni di regno. Nella puntata di Xplosion del 7 aprile, Laurel è stata sconfitta da Alisha Edwards nel suo ultimo match per la federazione.

### Lucha Underground (2018)
Chelsea Green ha fatto il suo debutto per Lucha Underground il 19 settembre 2018 durante la quarta stagione, utilizzando il ring name Reklusa, dove è intervenuta in favore di Marty "The Moth" Martinez, aiutandolo a conquistare il Lucha Underground Championship, dopo aver colpito con una canadian destroyer l'ex campione Pentagón Dark, stabilendosi come heel e diventando sua manager. Nella puntata di Lucha Underground del 3 ottobre, Reklusa accompagna Marty "The Moth" Martinez sul ring, il quale decide di effettuare la sua prima difesa titolato contro sua sorella Mariposa, che batte dopo essere intervenuta colpendola con un calcio. Nella puntata di Lucha Underground del 10 ottobre, Reklusa è stata sconfitta da Pentagón Dark nel main event, che dopo il match cerca di schiantarla su dei chiodi posizionati sul ring, ma viene salvata da Marty "The Moth" Martinez, in quella che sarà la sua ultima apparizione nella federazione.

### WWE (2018–2021)

#### NXT(2018–2021)
Nel 2018, Chelsea Green prende parte ad un tryout in WWE e le viene offerto un contratto il 3 agosto dello stesso anno. Chelsea inizia ad allenarsi nel WWE performance center l'8 ottobre e viene mandata nel settore di sviluppo di NXT, dove debutta in un live event il 26 ottobre, sconfitta da Deonna Purrazzo, riprendendo la sua familiare gimmick della psicotica. Chelsea fa il suo debutto televisivo, seppur in un dark match, nella puntata di NXT del 20 marzo 2019, sotto il suo vero nome, dove ha la meglio su Jessie Elaban, ma durante il match si infortuna al polso, riuscendo comunque a portare il match alla sua conclusione. La Green si opera il giorno successivo con successo. Chelsea Green ritorna sul ring durante un NXT live event il 29 giugno, dove lotta in coppia con Deonna Purrazzo sfidando il team composto da Kacy Catanzaro e Lacey Lane, uscendone sconfitte.
Dopo diversi mesi passati a lottare negli house show, Chelsea Green fa il suo debutto televisivo ufficiale nella puntata di Raw del 23 dicembre 2019, dove viene sconfitta da Charlotte Flair, stabilendosi come heel. Nella puntata di Main Event del 2 gennaio 2020, Chelsea ha sconfitto Sarah Logan. Nella puntata di Main Event del 9 gennaio, Chelsea è stata sconfitta da Natalya.
Nella puntata di NXT dell'8 gennaio 2020, Chelsea fa la sua prima apparizione ufficiale televisiva nel roster giallo, attaccando alle spalle Kayden Carter e Mia Yim dopo la fine del loro match, venendo poi presentata dal suo nuovo manager Robbie Stone come la Hottest Free Agent e parte della Robert Stone Brand. Nella puntata di NXT del 15 gennaio, Chelsea avrebbe dovuto prendere parte ad una Women's Battle Royal match per decretare la prima sfidante all'NXT Women's Championship detenuto da Rhea Ripley in quel di NXT TakeOver: Portland, ma viene tirata fuori dal suo manager Robbie, il quale dice che la divisione femminile di NXT non è mai stata così eccellente, ma Chelsea rimane la migliore e per questo merita di meglio, dichiarandola una Ex Free Agent, lasciando intendere che la Green abbia trovato un roster di appartenenza. Nella puntata di NXT del 22 gennaio, Chelsea e Robbie Stone arrivano nell'arena di NXT, per poi andarsene dichiarando che questo non è ancora il momento, confermando il loro approdo nel roster giallo. Il 25 gennaio, a Worlds Collide, Chelsea Green e Robert Stone vengono inquadrati mentre prendono posto fra il pubblico per guardarsi l'evento. Il 26 gennaio, alla Royal Rumble, Chelsea Green ha preso parte alla terza edizione del Women's Royal Rumble match entrando col numero 16, dove ha eliminato Dakota Kai, ma dopo 12 secondi è stata eliminata da Alexa Bliss. Nella puntata di NXT del 29 gennaio, Chelsea fa il suo debutto in un match singolo, accompagnata da Robbie Stone, affrontando Kayden Carter, subendo una sconfitta quando viene sorpresa da un roll-up. Nella puntata di NXT del 12 febbraio, Chelsea e Robbie Stone comunicano che la settimana prossima il Robert Stone Brand verrà rilanciato attraverso un rematch, proprio fra la Green e Kayden Carter. Nella puntata di NXT del 19 febbraio, Chelsea ha sconfitto Kayden Carter dopo una distrazione provocata dal suo assistito Robert Stone, ottenendo la sua prima vittoria. Nella puntata di NXT del 4 marzo, Chelsea ha sconfitto Shotzi Blackheart in un match di qualificazione per determinare le contendenti che si affronteranno in un Ladder match a NXT TakeOver: Tampa Bay, la cui vincitrice diventerà la n°1 contender all'NXT Women's Championship. Nella puntata di NXT dell'8 aprile, Chelsea prende parte al Ladder match (previsto inizialmente a NXT TakeOver: Tampa Bay e rimandato a causa della pandemia di COVID-19) insieme a Candice LeRae, Dakota Kai, Io Shirai, Mia Yim e Tegan Nox per decretare la prima sfidante all'NXT Women's Championship detenuto dalla nuova campionessa Charlotte Flair, ma è stato vinto dalla Shirai. Nella puntata di NXT del 22 aprile, Chelsea e Robert Stone vengono ripresi mentre stanno passando la quarantena in una villa, sono a bordo piscina mentre Robert le scatta delle foto e continua a ingraziare la sua assistita, dicendo che non è paragonabile a nessuna ragazza del roster, Chelsea se ne vanta e i due ritornano a rilassarsi. Nella puntata di NXT del 6 maggio, Chelsea ha sconfitto Xia Li, grazie ad una distrazione di Aliyah; dopo il match, Robert Stone porge la mano ad Aliyah, ma lei scappa. Nella puntata di NXT del 27 maggio, Chelsea si presenta come la partner misteriosa della NXT Women's Champion Charlotte Flair sconfiggendo Io Shirai e Rhea Ripley, quando la Flair si appoggia sulle corde durante lo schienamento effettuato sulla Shirai. Nella puntata di NXT del 3 giugno, viene mandata in onda un'intervista della settimana precedente, nella quale Chelsea licenzia Robert Stone, ponendo fine alla loro collaborazione e alla sua inclusione nel Robert Stone Brand, poiché adesso ha raggiunto gli obiettivi che voleva e non ha più bisogno di lui.
Nella puntata di SmackDown del 13 novembre 2020 Chelsea Green ha fatto il suo debutto nel roster principale, partecipando ad un Fatal 4-Way match di qualificazione a Survivor Series che comprendeva anche Natalya, Tamina e Liv Morgan, ma l'incontro è stato vinto da quest'ultima; durante le fasi iniziali dell'incontro, la Green ha subìto un infortunio al polso che l'ha costretta ad uno stop di circa tre mesi.
Il 15 aprile 2021, tramite un comunicato apparso sul sito della WWE, viene annunciato il suo licenziamento.

### Ritorno in WWE (2023–presente)

#### Regni titolati (2023–presente)
Il 28 gennaio a Royal Rumble, fece il suo ritorno durante il Women's Royal Rumble match entrando col numero 20 e venendo eliminata da Rhea Ripley dopo cinque secondi. Combatté il suo primo match a Raw il 6 febbraio venendo sconfitta da Asuka; combatté anche a SmackDown il 10 febbraio facendo coppia con Sonya Deville e perdendo contro Liv Morgan e Raquel Rodriguez.
Il 29 aprile, per effetto del Draft, venne assegnata al roster di Raw. Nella puntata di Raw del 17 luglio Green e Sonya Deville prevalsero su Liv Morgan e Raquel Rodriguez vincendo così il Women's Tag Team Championship. Dopo che Deville si infortunò, il 14 agosto Piper Niven prese di prepotenza il suo posto, diventando la nuova compagna di Green e nuova detentrice del Women's Tag Team Championship. Nella puntata speciale NXT Halloween Havoc del 31 ottobre Green e Niven difesero le cinture contro Jacy Jayne e Thea Hail. Il 27 novembre, a Raw, Green e Niven mantennero le cinture contro Natalya e Tegan Nox. Nella puntata di Raw del 18 dicembre Green e Niven persero le cinture contro Kayden Carter e Katana Chance dopo 154 giorni di regno. L'8 gennaio a Raw, provarono a riconquistare le cinture, ma furono sconfitte.
Il 27 gennaio, a Royal Rumble, partecipò all'omonimo incontro entrando col numero 14 ma venne eliminata da Becky Lynch.
Il 30 aprile effettua un'apparizione a sorpresa alla settimana due di Spring Breakin' dove viene annunciata come prossima sfidante alla NXT Women's Champion Roxanne Perez. La settimana successiva fallisce la conquista del titolo venendo sconfitta da Perez. Nella puntata del 21 giugno di SmackDown, sconfisse Bianca Belair e Michin in un triple threat match di qualificazione al Money in the Bank ladder match femminile, dove perse il match all'omonimo evento il 6 luglio per mano di Tiffany Stratton, vincitrice dell'incontro, che la spinse giù dalla scala mentre stava per afferrare la valigetta facendola atterrare sopra un tavolo a bordo ring.
Nel dicembre del 2024 prese parte al torneo per l'assegnazione del WWE Women's United States Championship. Ha sconfitto ai quarti di finale, Blair Davenport e Bianca Belair, in semifinale Bayley e in finale, durante l'evento Saturday Night's Main Event, vince la cintura contro Michin.

## Vita privata
Dal gennaio del 2017 è fidanzata con il collega Matthew Cardona, che ha sposato il 31 dicembre del 2021 in una cerimonia a Las Vegas.

## Personaggio

### Mosse finali
- I'm-Prettier (Double underhook reverse facebuster)

### Soprannomi
- "Hot Mess"
- "Lunatic Lush"
- "LVN"

## Titoli e riconoscimenti
- All Star Wrestling
  - ASW Women's Championship (1)[23]
- Pro Wrestling Illustrated

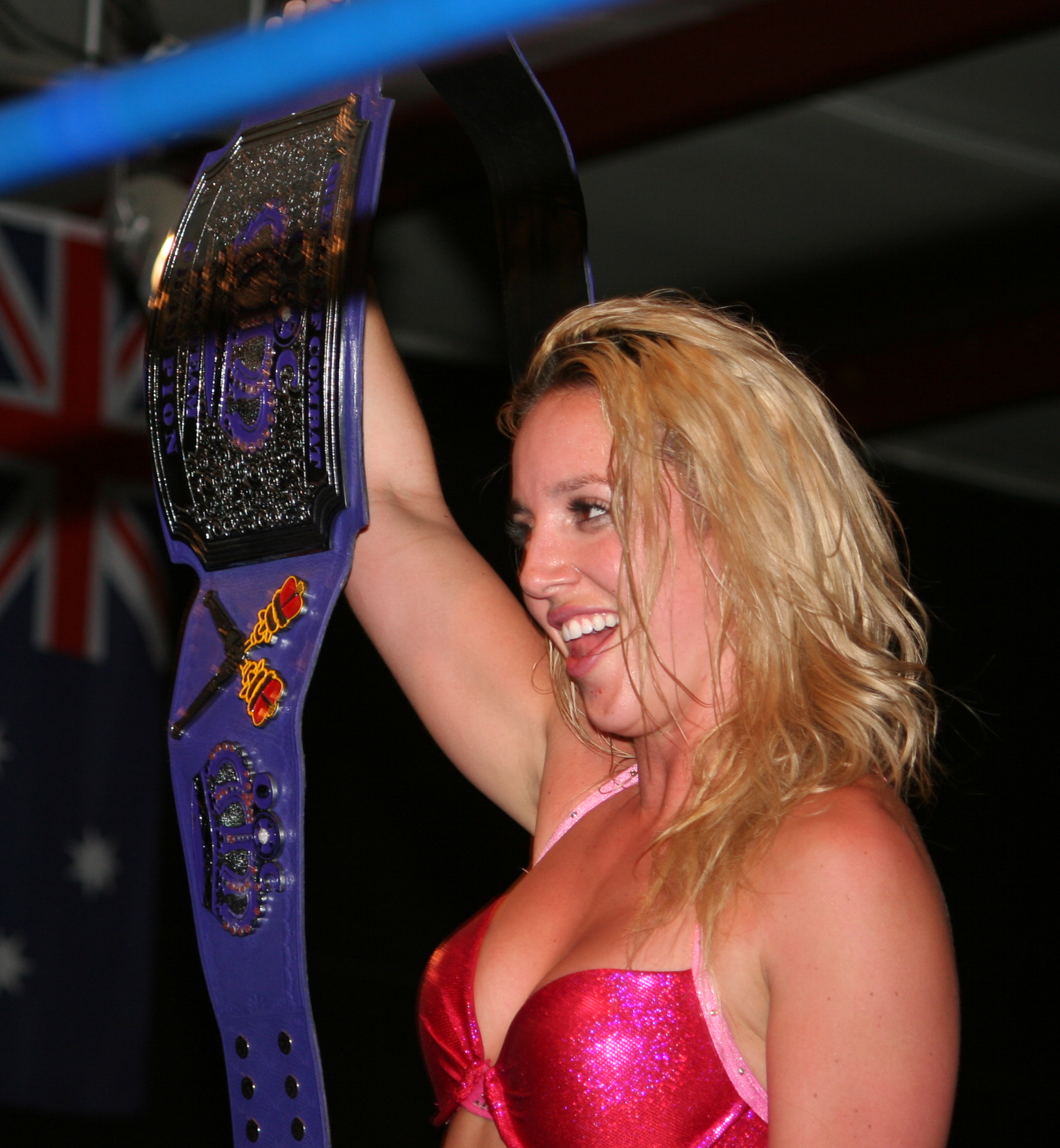
Laurel Van Ness con il QOC Tag Team Championship, titolo che ha vinto una volta

  - 26ª tra le 50 migliori wrestler femminili nella PWI Female 50 (2017)
  - 26ª tra le 100 migliori wrestler femminili nella PWI Women's 100 (2019)
- Pro Wrestling 2.0
  - PW2 Tag Team Championship (1) – con Santana Garrett
- Queens of Combat
  - QOC Tag Team Championship (1)[24] – con Taeler Hendrix
- Total Nonstop Action Wrestling
  - Impact Knockouts World Championship (1)[25]
- WWE
  - WWE Women's Tag Team Championship (1) – con Sonya Deville/Piper Niven[26]
  - WWE Women's United States Championship (1)[27]